# جاستین اس. موریل
جاستین اس. موریل (به انگلیسی: Justin S. Morrill) سناتور سابق عضو حزب جمهوری‌خواه ایالات متحده آمریکا بود. وی در سال ۱۸۶۷ تا ۱۸۹۸ میلادی سناتور ایالت ورمانت در سنای ایالات متحده آمریکا بود.